# Pour comprendre les médias

Pour comprendre les médias : les prolongements technologiques de l'homme est un essai publié par Marshall McLuhan (Canada) en 1964 et traduit en français en 1968. Ouvrage de référence pour les sciences de l'information et de la communication, il a permis à McLuhan de présenter le résultat de ses travaux dans le domaine.
La thèse principale abordée dans le livre est la suivante : « Le médium est le message. ». Ainsi, McLuhan démontre que le message, contenu de la communication, est accessoire ; le véritable message étant le média lui-même. Les médias (presse, radio, télévision, livre, etc), d'après l'auteur, exercent une action profonde sur l'individu puisqu'ils sont le prolongement de nos organes physiques et de notre système nerveux.

## Comprendre les médias, un enjeu épistémologique
De nombreux chercheurs ont travaillé sur différents types de médias ; et, à chaque époque, les usages de la communication ont pris une forme particulière qui s’est manifestée dans les divers médias. Une analyse comparée de ces différents médias paraît donc féconde. C’est ce que voulait faire Marshall McLuhan, en 1964, dans son livre Pour comprendre les médias (Understanding Media).
En effet, dans ce livre McLuhan a analysé pêle-mêle les effets psychologiques et sociaux de divers médias, de l’imprimerie au télégraphe, le téléphone, la radio et la télévision, en passant par la roue, la route et l’automobile. À son époque, il considère la télévision comme le média « qui permet le plus d'interaction de tous les sens ». Selon lui, « la soif d'intégralité, de sympathie et de compréhension profonde qui caractérise notre époque est une suite normale de la technologie de l'électricité ».
Depuis l'invention de l'écriture au Proche-Orient, et après cinq mille ans d'une explosion des médias produite par des technologies, mécaniques et fragmentaires, le monde « implose » : c’est ce que nous appelons aujourd’hui mondialisation ou globalisation.
« Médium chaud, médium froid », « Le médium, c'est le message », « Village global », toutes ces expressions que le langage courant a retenu des travaux de McLuhan sont d'abord le fruit d'une réflexion visionnaire, parfois contestée, souvent originale, sur la nature des médias. L'originalité de Marshall McLuhan ne tient pas seulement à sa définition du mot « média », qui comprend désormais tous les prolongements technologiques de l'homme. Elle vient aussi de la vision globale qu'il propose de nos sociétés technologiques et qui devait marquer un jalon important dans l'étude de la civilisation humaine. Dans les années 1960, Marshall McLuhan prévoit déjà à quoi ressemblerait le monde médiatique qu'a été celui de l'an 2000. 
Toutefois, même dans les sociétés démocratiques ouvertes d’aujourd’hui, le problème épistémologique de la compréhension demeure entier : pour qu'il puisse y avoir compréhension entre des hommes de structures de pensée différentes, il faut pouvoir passer à une méta-structure de pensée qui comprenne les causes de l'incompréhension des unes à l'égard des autres et qui puisse les dépasser. Comprendre les médias peut ainsi contribuer à la compréhension entre les humains. La connaissance des problèmes clés du monde, si aléatoire et difficile soit-elle, doit être tentée sous peine d'infirmité cognitive.
En effet, avec les nouvelles technologies de l’information et de la communication, on retrouve le thème du « Village global » : la planète est devenue un village. Ce thème a été entamé par MacLuhan, avec d’autres aphorismes, comme : « le message, c'est le médium ». De fait, Marshall McLuhan a été le maître-penseur des médias et le contestataire des recherches en communication, de toute une génération à partir des années 1960, dont il estimait les méthodes démodées. Il a marqué les débuts du Nouvel Âge des médias audiovisuels. Il ne faisait pas qu'étudier ces médias, il les utilisait, en maniant des slogans comme un remarquable publicitaire.

## Controverse entre McLuhan et ses contemporains
Signalons au début, le désarroi du premier éditeur du livre de McLuhan (Understanding Media, édition anglaise de 1964) qui montre bien le peu d'attention que l'on a jusque-là consacrée à ces questions. Il  faisait remarquer à MacLuhan avec consternation que « son livre était neuf aux trois quarts, alors qu'un ouvrage ne devrait jamais contenir plus de 10 % de matériaux nouveaux, sous peine de courir à l'échec ».
En effet, beaucoup de penseurs croient que ce n'est pas la nature du média lui-même, sa configuration ; mais bien le contenu d’information et l'usage qu'on en fait, qui est signifiant. Pour ce qui est des façons dont le média a transformé nos relations avec nous-mêmes et avec les autres, il importait peu pour eux. Par exemple, David Sarnoff disait : « Nous sommes trop portés à faire de nos instruments technologiques les boucs émissaires des fautes de ceux qui s'en servent. Les réalisations de la science moderne ne sont pas bonnes ou pernicieuses en soi : c'est l'usage que l'on en fait qui en détermine la valeur ». Voilà bien la voix du somnambulisme courant, répondait McLuhan : « il n'y a rien dans les propos de Sarnoff qui résiste à l'analyse, parce que leur auteur ne tient pas compte de la nature des médias, de tous et de chacun des médias. » 
Imaginons un peu que l'on déclare : « les armes à feu ne sont pas bonnes ou mauvaises en soi : c'est l'usage qui en est fait qui en détermine la valeur ». En somme, si les balles atteignent les bonnes victimes, elles sont bonnes ; ou si le canon projette les munitions qu'il faut aux gens qu'il faut, il est acceptable.  
Pour expliquer son point de vue, Sarnoff citait l'exemple du « contenu d’information » de l'imprimé, précisant que l'imprimerie avait disséminé beaucoup de camelote, mais qu'elle avait aussi diffusé la Bible et la pensée des prophètes et des philosophes. Mais il n'a jamais vu que, s'il est une chose dont les technologies des médias de communication sont incapables, c'est bien de se substituer à notre culture déjà en place et enracinée dans l’histoire.
Pour McLuhan, l'imprimé a créé l'individualisme et le nationalisme au cours du XVIe siècle. Les analyses de « contenu d’information » et de programmation offrent peu d’indices du pouvoir des médias du savoir et de l’art ni de leur puissance subliminale.
Pour Pierre Schaeffer, qui n'aimait pas McLuhan, c'est là penser avec les pieds. Schaeffer recevait, avec une certaine réserve, le prix McLuhan en 1989, déclarant tout de même que « McLuhan n'a pas dit que des bêtises, mais qu'il en a dit beaucoup ». « N'est-il pas plus intéressant, poursuit Schaeffer, d'affirmer que les contenus sont désormais fortement affectés par les moyens de communication ? » La formule n'aurait pas eu le même effet. 
Cependant, McLuhan a ses défenseurs, davantage peut-être au Canada où il fait en quelque sorte partie du patrimoine national. Toronto aurait-elle été, comme le croient certains, pour une courte période au cours des années 1960, le centre intellectuel du monde ? Un collaborateur du Times écrit en 1989 qu' « une nouvelle théorie est alors née à Toronto, celle de la primauté des communications dans la structuration des cultures et de l'esprit humain ».
Paul Heyer, de l'Université Simon Fraser au Canada, est de ceux qui jugent McLuhan important pour l’étude des médias de communication. Non pas tant pour ce qu'il dit que pour les liens qu'il établit en le disant : « Il s'agit de voir, écrit Heyer, s'il n'y a pas une vision consistante qui se dégage de son exposé inconsistant ». 
D'autres voient dans les quelques travaux d'universitaires de 1989,, une « réévaluation à la hausse » de la contribution de McLuhan à l’étude de l'histoire des médias et à l'analyse du rôle des communications dans l'histoire. On le présente comme le catalyseur du développement de « l'interdisciplinarité » moderne des études sur la communication où se retrouvent des chercheurs de divers horizons qui s'intéressent au même objet.

## Place de McLuhan dans la compréhension des médias
Les réflexions de McLuhan sur les médias vont bien au-delà des quelques slogans qui ont contribué à sa renommée en simplifiant à outrance des enseignements souvent plus riches.
C’est dans cet esprit qu’il faut relire ses travaux sur les médias devenus le cri de guerre contre les chantres des idéologies classiques qui séparent, d’une part, les sciences physiques et technologiques, et d’autre part, les sciences humaines et sociales. Comme l'écrivait Marcel Mauss, il faudrait se garder d’une erreur, celle qui consisterait à « ne considérer qu’il y a technique que quand on a instrument, alors que le corps est le premier et le plus naturel instrument de l’homme ».
Il n’a pas été évident, pour les « sciences » habituées à tout fragmenter, de se faire dire que « le message, c’est le médium » ; c’est-à-dire  que les effets d’un média sur l’individu ou sur la société dépendent, de façon primordiale, du changement d’échelle spatio-temporelle, de la vitesse ou des modèles qu’il provoque dans les affaires humaines. Cette maxime, probablement la plus célèbre de McLuhan, signifie que « la technologie des échanges par les médias qui transportent de la matière/énergie et/ou information ; quoiqu’elle véhicule, elle nous fait changer »[réf. nécessaire].
McLuhan donne l’exemple du chemin de fer « qui n’a pas apporté le mouvement, le transport, la roue ni la route aux hommes, mais il a accéléré et amplifié l’échelle des fonctions humaines existantes, créé de nouvelles formes de villes et de nouveaux modes de travail... Et cela s’est produit partout où le chemin de fer a existé, que ce soit dans un milieu tropical ou nordique, indifféremment des marchandises qu’il transportait », c’est-à-dire indifféremment du contenu du média « chemin de fer ». Autre exemple, l’avion en accélérant encore plus le rythme du transport, tend à dissoudre la forme « ferroviaire » de la ville, de la politique et de la société, et ce, indifféremment de l’usage qui en est fait.
Relire Pour comprendre les médias, près d’un demi-siècle après sa parution, c'est s'étonner de la vivacité de certaines propositions de McLuhan : les médias considérés comme des prolongements technologiques de l'homme, la nécessité d'une vision globale, la crise de la spécialisation et des grands systèmes...  Mais comme pour tous ceux qui se risquent à l’exercice de la prévision et de la prospective, les analyses de McLuhan connaissent aussi des ratés. Il faut prendre McLuhan pour ce qu'il est : un homme qui a eu des intuitions extraordinaires, mais qui a aussi raconté des sottises. Par exemple, la classification des médias en « chauds » et « froids » n'est pas pertinente. Les médias devraient être classés en tenant compte des sciences cognitives, les nouvelles sciences du cerveau/esprit pour pouvoir étudier les prolongements technologiques de notre système nerveux.

## Définition des médias comme «prolongements technologiques de l’homme»
McLuhan a exploré les contours des êtres humains tels que les technologies les prolongent, en cherchant dans chacune d’elles un principe d’intelligibilité. Il y a jeté un regard neuf sur les médias avec l’espoir de réussir à les comprendre d’une façon qui nous amènera à les utiliser correctement, et en n’acceptant qu’une partie infime de la connaissance traditionnelle que nous en avons. 
En effet, le livre de McLuhan Pour comprendre les médias :les prolongements technologiques de l'Homme. Points, 2015, trad. Jean Paré (1ère édi.1968) Paru en anglais 1964. (1964) n’est pas un ouvrage sur les médias au sens habituel du terme. C’est le sous-titre de cet ouvrage qui compte : les prolongements technologiques de l’homme. Ce n’est pas seulement la presse, la radio et la télévision qui prolongent l’esprit/cerveau humain, mais c’est aussi la roue qui prolonge le pied et le vêtement qui prolonge la peau... Il a étudié, tout au long de son livre, quelques-uns de ces principaux « prolongements technologiques de l’homme dans l’espace/temps de la société et de l’Univers », et certaines de leurs conséquences psycho-sociologiques. 
Ce livre est apparu à une époque où le besoin de comprendre les nouveaux prolongements technologiques de l’homme électro-acoustiques (par exemple le téléphone, la radio) et électro-optiques (par exemple la télévision) devient de plus en plus urgent. McLuhan a fondé son analyse des médias de communication de l’information comme prolongements des sens et du système nerveux humain : ils prolongeraient et magnifieraient la vue, ou augmenteraient la puissance de notre oreille, etc.

D’après McLuhan, 

« psychologiquement, le livre imprimé et la peinture, prolongement du sens de la vue, ont intensifié le point de vue fixe et la perspective. De l'insistance visuelle selon le point de vue et le point de fuite qui donne l'illusion de la perspective naît une autre illusion : celle que l'espace est visuel, uniforme et continu. La linéarité, la précision et l'uniformité de l'ordonnance des caractères mobiles sont inséparables de ces importantes inventions et formes culturelles de l'expérience de la Renaissance. »

Cependant, McLuhan, qui a vécu à l’âge de l’invention et de la mise en place de la télévision dans la société, donne une prévision erronée. Il annonce la fin de l'ère de l’imprimerie et des médias du savoir écrit, en faveur des technologies électroniques de l’image et de l'audiovisuel ; alors qu’on continue actuellement à publier des livres ; et surtout, l’émergence du livre électronique et des hypertextes du web.